# Acacia phaeocalyx
Acacia phaeocalyx är en ärtväxtart som beskrevs av Bruce R. Maslin. Acacia phaeocalyx ingår i släktet akacior, och familjen ärtväxter. Inga underarter finns listade i Catalogue of Life.